# Saint-Benin-des-Bois
Saint-Benin-des-Bois est une commune française située dans le département de la Nièvre, en région Bourgogne-Franche-Comté.

## Géographie
Saint-Benin-des-Bois est situé à 30 km au nord-est de Nevers, son chef-lieu d’arrondissement. Les agglomérations les plus proches sont Saint-Franchy, (7 km) et Lurcy-le-Bourg (7 km). Les routes départementales D 9 et D 181 s’y rejoignent.
Les communes limitrophes sont : Nolay, Lurcy-le-Bourg, Sainte-Marie, Bona et Saint-Sulpice.
Le point le plus haut de la commune culmine à 444 mètres d'altitude. Le point le plus bas est à 248 mètres. La forêt communale couvre 280 ha.
La « Nièvre de Saint-Franchy » et la « Nièvre de Saint-Benin-des-Bois » prennent chacune leur source sur les communes du même nom, puis se rejoignent un peu avant le village de Lurcy-le-Bourg pour former la « Nièvre de Prémery » (ou « Petite Nièvre ») qui passe en contrebas de Lurcy-le-Bourg puis rejoint la Nièvre d'Arzembouy au niveau du hameau de Doudoye, sur la commune de Prémery.
Le sous-sol est essentiellement composé de roches calcaires, marnes et gypses.

### Villages, hameaux, lieux-dits, écarts
- Beige (la), Bonde (la), Buisson-Rond (le), Carrières (les), Chaumes-de-Ligny (les), Chazeaux (les), Chétif-Four (le), Cours-Beaume (les), Courvion, Creuzotte (la), Croix (la), Croix-de-Fer (la), Four-Vieux, Grillerie (la), Jaults (les), Leuzat, Ligny, Loges (les), Mignonnerie (la), Mont (le), Moulin-Gignault (le), Moulin-Neuf (le), Tailles (les), Taullauts (les), Vaudelles (les) et Vergers (les)[1].

### Climat
Pour des articles plus généraux, voir Climat de la Bourgogne-Franche-Comté et Climat de la Nièvre.
En 2010, le climat de la commune est de type climat des marges montargnardes, selon une étude du Centre national de la recherche scientifique s'appuyant sur une série de données couvrant la période 1971-2000. En 2020, Météo-France publie une typologie des climats de la France métropolitaine dans laquelle la commune est exposée à un climat océanique altéré et est dans la région climatique  Centre et contreforts nord du Massif Central, caractérisée par un air sec en été et un bon ensoleillement. 
Pour la période 1971-2000, la température annuelle moyenne est de 11,2 °C, avec une amplitude thermique annuelle de 15,8 °C. Le cumul annuel moyen de précipitations est de 996 mm, avec 13,1 jours de précipitations en janvier et 8,5 jours en juillet. Pour la période 1991-2020, la température moyenne annuelle observée sur la station météorologique de Météo-France la plus proche, « Premery », sur la commune de Prémery à 9 km à vol d'oiseau, est de 11,1 °C et le cumul annuel moyen de précipitations est de 911,1 mm. 
La température maximale relevée sur cette station est de 40,5 °C, atteinte le 11 août 2003 ; la température minimale est de −15,1 °C, atteinte le 26 janvier 2007,,. 
Les paramètres climatiques de la commune ont été estimés pour le milieu du siècle (2041-2070) selon différents scénarios d'émission de gaz à effet de serre à partir des nouvelles projections climatiques de référence DRIAS-2020. Ils sont consultables sur un site dédié publié par Météo-France en novembre 2022.

## Urbanisme

### Typologie
Au 1er janvier 2024, Saint-Benin-des-Bois est catégorisée commune rurale à habitat très dispersé, selon la nouvelle grille communale de densité à sept niveaux définie par l'Insee en 2022.
Elle est située hors unité urbaine. Par ailleurs la commune fait partie de l'aire d'attraction de Nevers, dont elle est une commune de la couronne,. Cette aire, qui regroupe 93 communes, est catégorisée dans les aires de 50 000 à moins de 200 000 habitants,.

### Occupation des sols
L'occupation des sols de la commune, telle qu'elle ressort de la base de données européenne d’occupation biophysique des sols Corine Land Cover (CLC), est marquée par l'importance des territoires agricoles (58,4 % en 2018), en diminution par rapport à 1990 (59,7 %). La répartition détaillée en 2018 est la suivante : prairies (43,9 %), forêts (41,6 %), terres arables (14,5 %). L'évolution de l’occupation des sols de la commune et de ses infrastructures peut être observée sur les différentes représentations cartographiques du territoire : la carte de Cassini (XVIIIe siècle), la carte d'état-major (1820-1866) et les cartes ou photos aériennes de l'IGN pour la période actuelle (1950 à aujourd'hui).

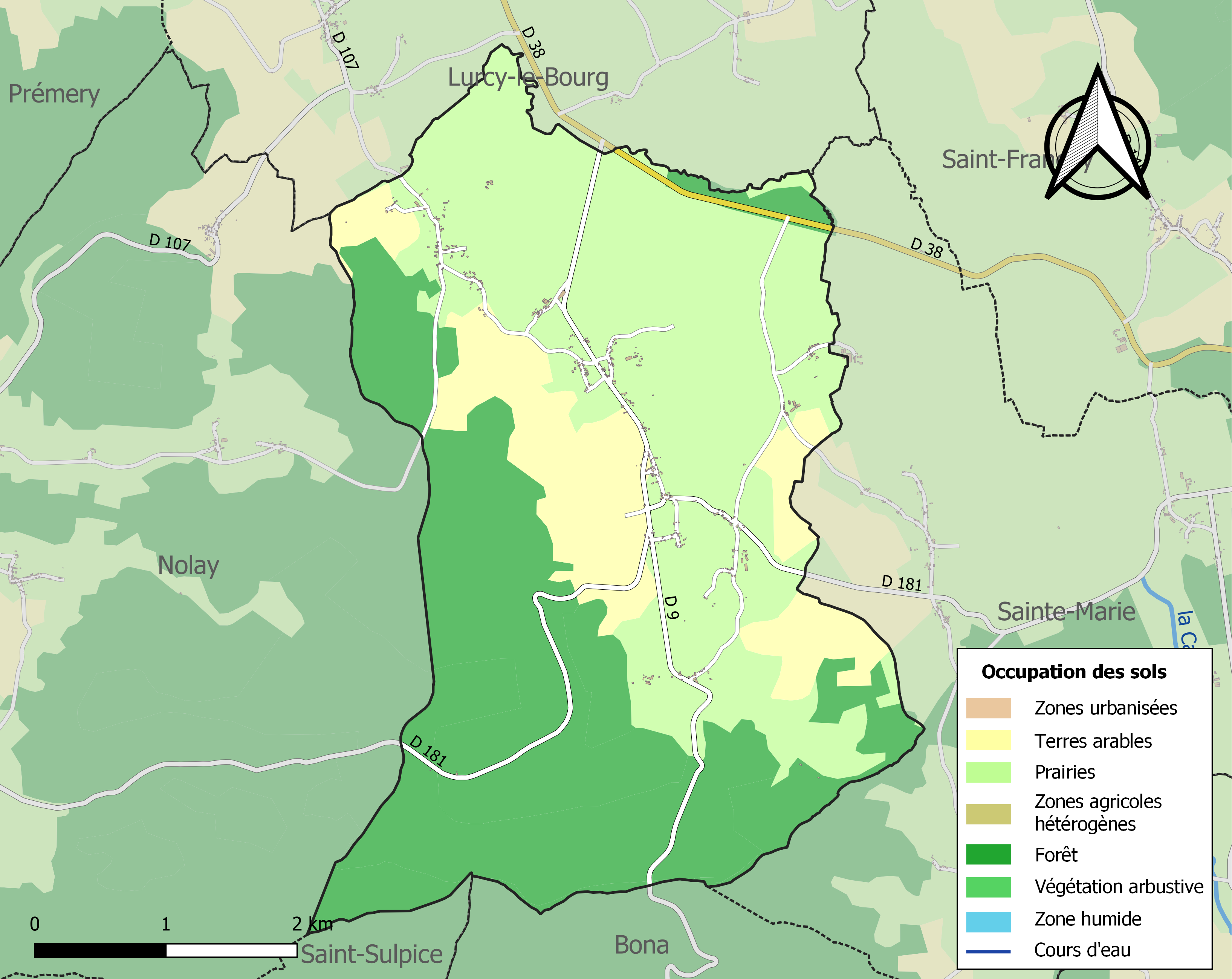
Carte des infrastructures et de l'occupation des sols de la commune en 2018 (CLC).

## Toponymie
Le nom de la commune dériverait de Benignus, évangélisateur de la Bourgogne qui aurait été martyrisé à Dijon sous Marc Aurèle.
Au cours de la période révolutionnaire de la Convention nationale (1792-1795), la commune porte provisoirement le nom de Source-de-la-Nièvre.

## Histoire
- La première mention connue du nom de la commune date de 1287 : Sanctus Benignus (registre de l’évêché de Nevers)[15].
- En 1326, Adeline, veuve Gauret, « maître du Four-des-Verres », rend hommage au comte de Nevers pour la maison des Paillards à Saint-Benin[16].
- 1563 : meurtre de Imbert de Chollet, écuyer, seigneur de Saint-Benin, « homme fort sujet au vin et mal complectionné »[17].
- 9 février 1714 : baptême en l'église de Françoise de Charry, dont la marraine est la « très haute et très puissante dame » Françoise d’Aubigné, marquise de Maintenon, secrète épouse de Louis XIV[18].
- En 1840, 140 deniers médiévaux sont découverts sur le territoire communal par des archéologues[19].
- 1847 : dissolution de la communauté de cultivateurs des Jault[20].
- En 1906[21], le nombre d'habitants de Saint-Benin, qui compte 228 maisons, s'élève à 672 individus. La commune compte un instituteur et une institutrice publics, un curé, un garde forestier, un garde particulier (de Lichy) et trois cantonniers. Il n’y a que deux commerçants : 2 épicières-mercières. Les artisans sont plus nombreux : 8 sabotiers, 6 maçons (dont 2 entrepreneurs en maçonnerie), 4 maréchaux-ferrants, 4 tisserands, 3 charrons, 3 menuisiers, 3 scieurs de long, 3 meuniers, 3 carriers[22], 1 couvreur, 1 roulier[23], 1 matelassier, 1 tailleur d’habits et 1 cordonnier. La catégorie socioprofessionnelle la plus représentée est celle des propriétaires-exploitants (74 individus), suivie par les domestiques (43, dont 21 domestiques de ferme) et les fermiers (11). Deux habitants sont employés par l’entreprise Lambiotte à Prémery. On recense également dans la commune 1 musicien de profession. Au total, on relève à Saint-Benin 28 professions différentes. On n’y trouve, selon le recensement de 1906, ni cabaretier, ni aubergiste ni médecin ni notaire ni sage-femme. Il n’y a aucun étranger dans la commune. Comme souvent dans la Nièvre, plusieurs familles du village accueillent un enfant de l’Assistance publique : il y a 68 « enfants assistés » à Saint-Benin.
- 1916 : la receveuse des postes de la commune est victime d’une tentative d’assassinat[24].
- Dans les années 1990, la motte féodale, considérée comme l’une des mieux conservées de France, et les vestiges du château de la Foultière sont détruits à la pelle mécanique. Les auteurs de ce saccage sont condamnés en mars 1995 à Nevers à une amende et à une peine de prison avec sursis[19].

### Curés
- Bridet (1714), François Moreau (1766)[25], Lucien Charrault (1900)[26].

### Seigneurs
- Jean de Chollet (1562)[27], Imbert de Chollet (1563), Léonard Destrappes, écuyer (1649)[25], Jacques de Guillon (1715)[28].

## Politique et administration
| Période                                  | Période  | Identité     | Étiquette | Qualité              |
| ---------------------------------------- | -------- | ------------ | --------- | -------------------- |
| avant 1995                               | 2014     | Louis Lion   |           | Agriculteur retraité |
| mars 2014                                | En cours | Daniel Tisse |           |                      |
| Les données manquantes sont à compléter. |          |              |           |                      |

## Démographie
L'évolution du nombre d'habitants est connue à travers les recensements de la population effectués dans la commune depuis 1793. Pour les communes de moins de 10 000 habitants, une enquête de recensement portant sur toute la population est réalisée tous les cinq ans, les populations de référence des années intermédiaires étant quant à elles estimées par interpolation ou extrapolation. Pour la commune, le premier recensement exhaustif entrant dans le cadre du nouveau dispositif a été réalisé en 2006.

En 2022, la commune comptait 193 habitants, en évolution de +14,2 % par rapport à 2016 (Nièvre : −3,28 %, France hors Mayotte : +2,11 %).
| 1793 | 1800 | 1806 | 1821 | 1831 | 1836 | 1841 | 1846  | 1851 |
| ---- | ---- | ---- | ---- | ---- | ---- | ---- | ----- | ---- |
| 777  | 765  | 765  | 786  | 842  | 707  | 937  | 1 003 | 953  |

| 1856 | 1861 | 1866 | 1872 | 1876 | 1881 | 1886 | 1891 | 1896 |
| ---- | ---- | ---- | ---- | ---- | ---- | ---- | ---- | ---- |
| 978  | 952  | 931  | 963  | 938  | 989  | 805  | 760  | 734  |

| 1901 | 1906 | 1911 | 1921 | 1926 | 1931 | 1936 | 1946 | 1954 |
| ---- | ---- | ---- | ---- | ---- | ---- | ---- | ---- | ---- |
| 691  | 683  | 603  | 484  | 479  | 455  | 393  | 381  | 334  |

| 1962 | 1968 | 1975 | 1982 | 1990 | 1999 | 2006 | 2011 | 2016 |
| ---- | ---- | ---- | ---- | ---- | ---- | ---- | ---- | ---- |
| 313  | 276  | 266  | 220  | 161  | 171  | 200  | 179  | 169  |

| 2021 | 2022 | - | - | - | - | - | - | - |
| ---- | ---- | - | - | - | - | - | - | - |
| 184  | 193  | - | - | - | - | - | - | - |

## Économie
- Exploitation forestière
- Polyculture
- Élevage

## Culture locale et patrimoine

### Lieux et monuments
- Ruine de la forteresse de Lurcy.
- Église de Saint-Bénigne du XIIe siècle mais en grande partie refaite ; fonts baptismaux de 1622[33].

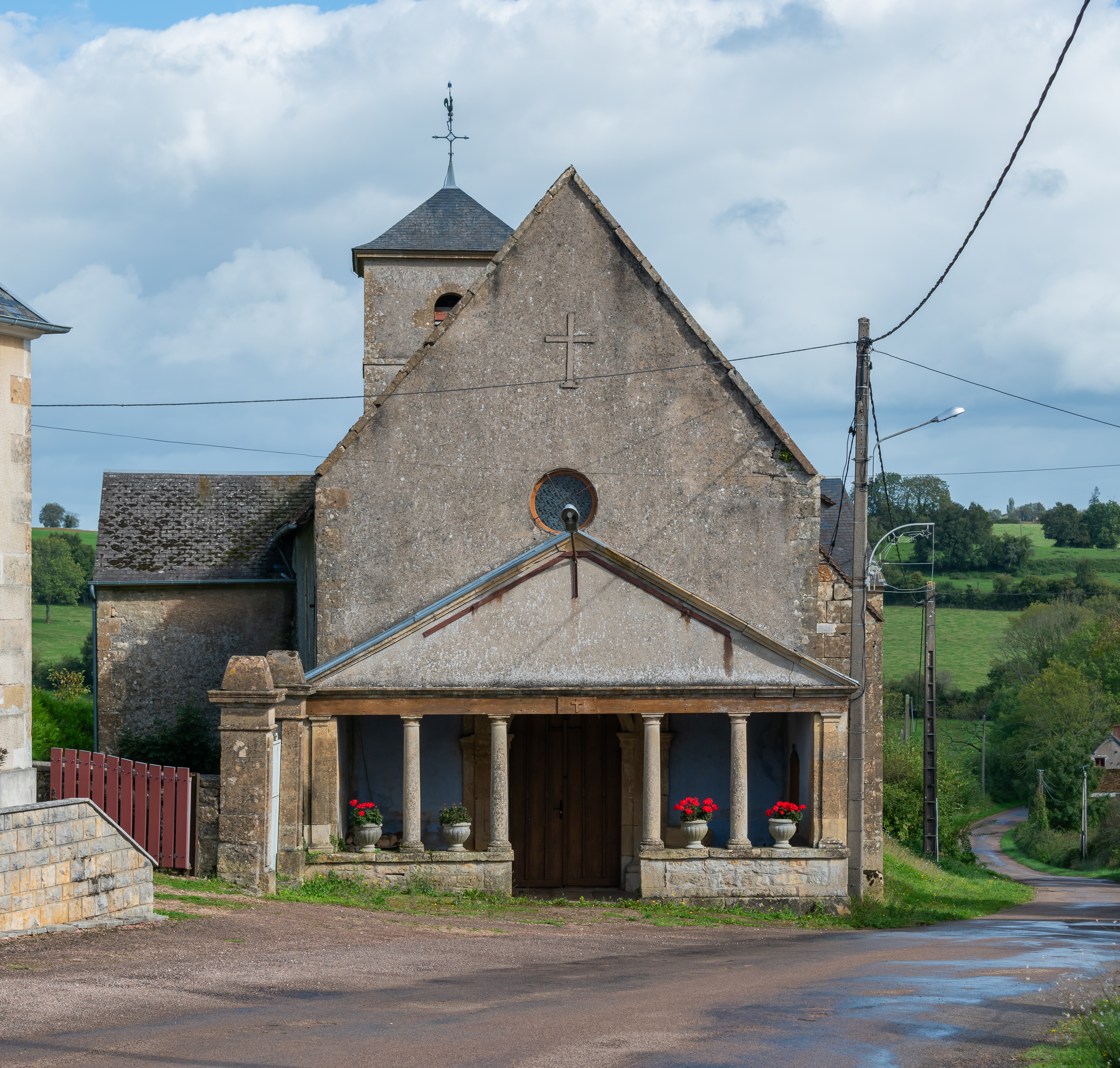
Vue de l'ouest.
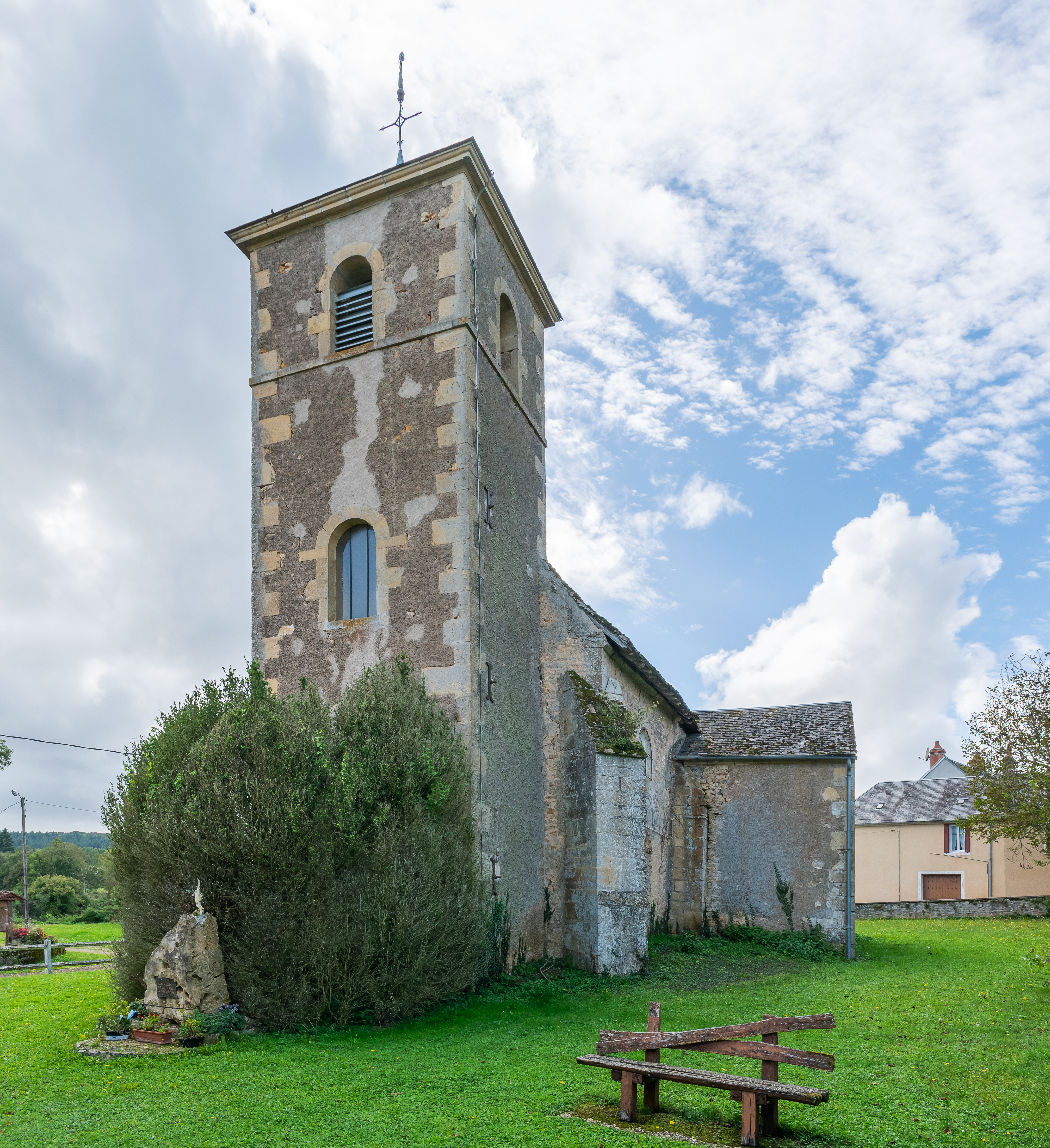
Vue du nord-est.
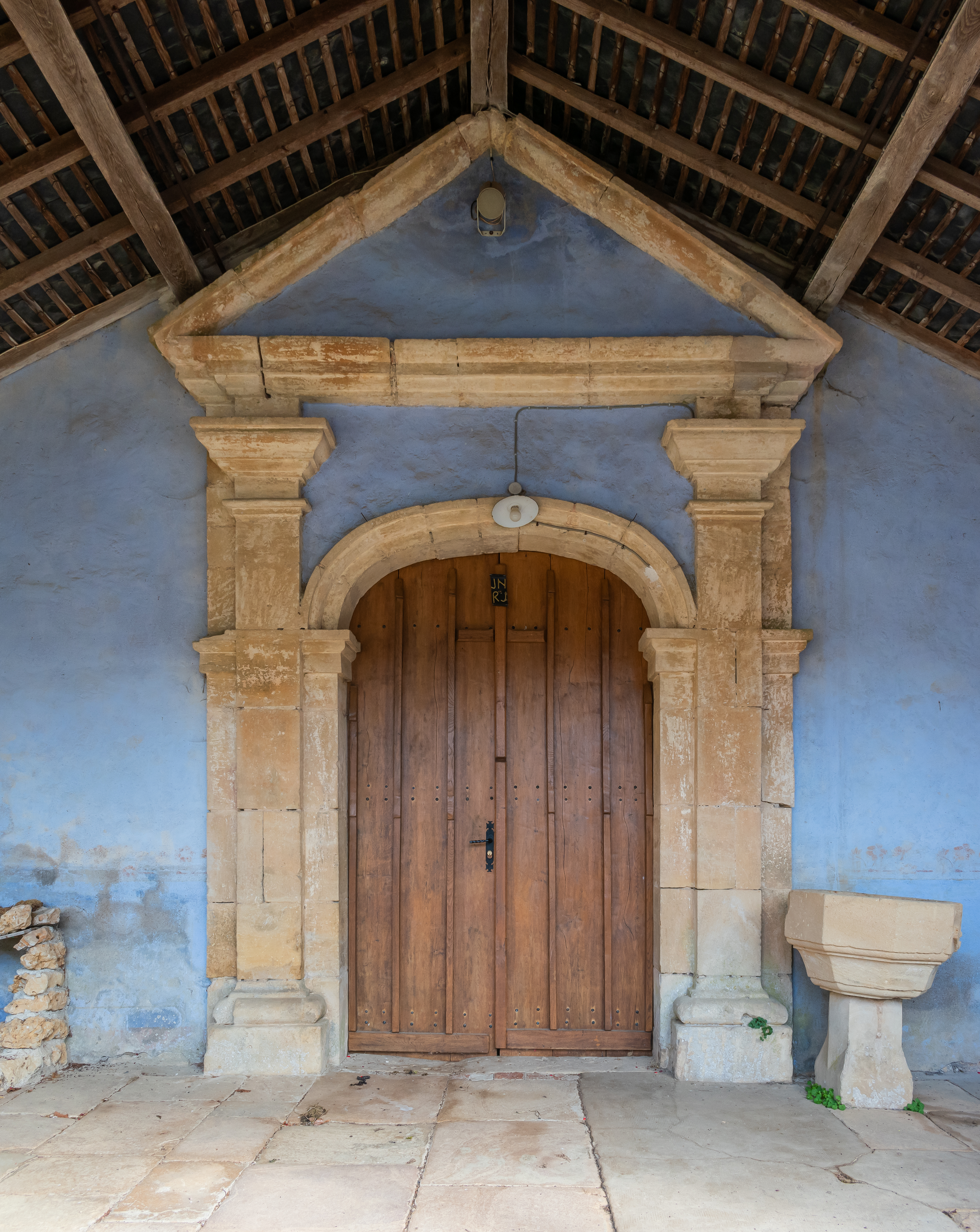
Portail.
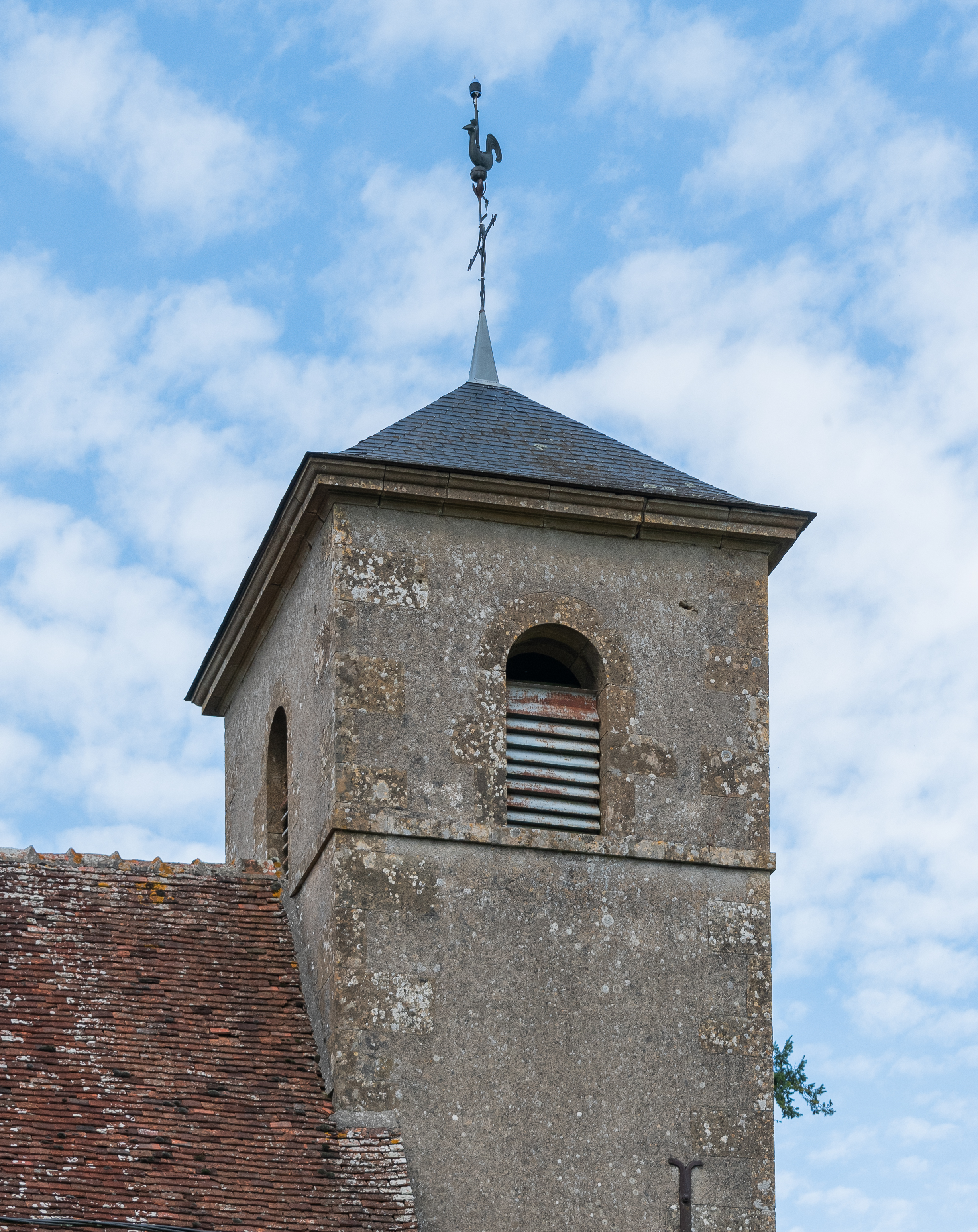
Clocher.
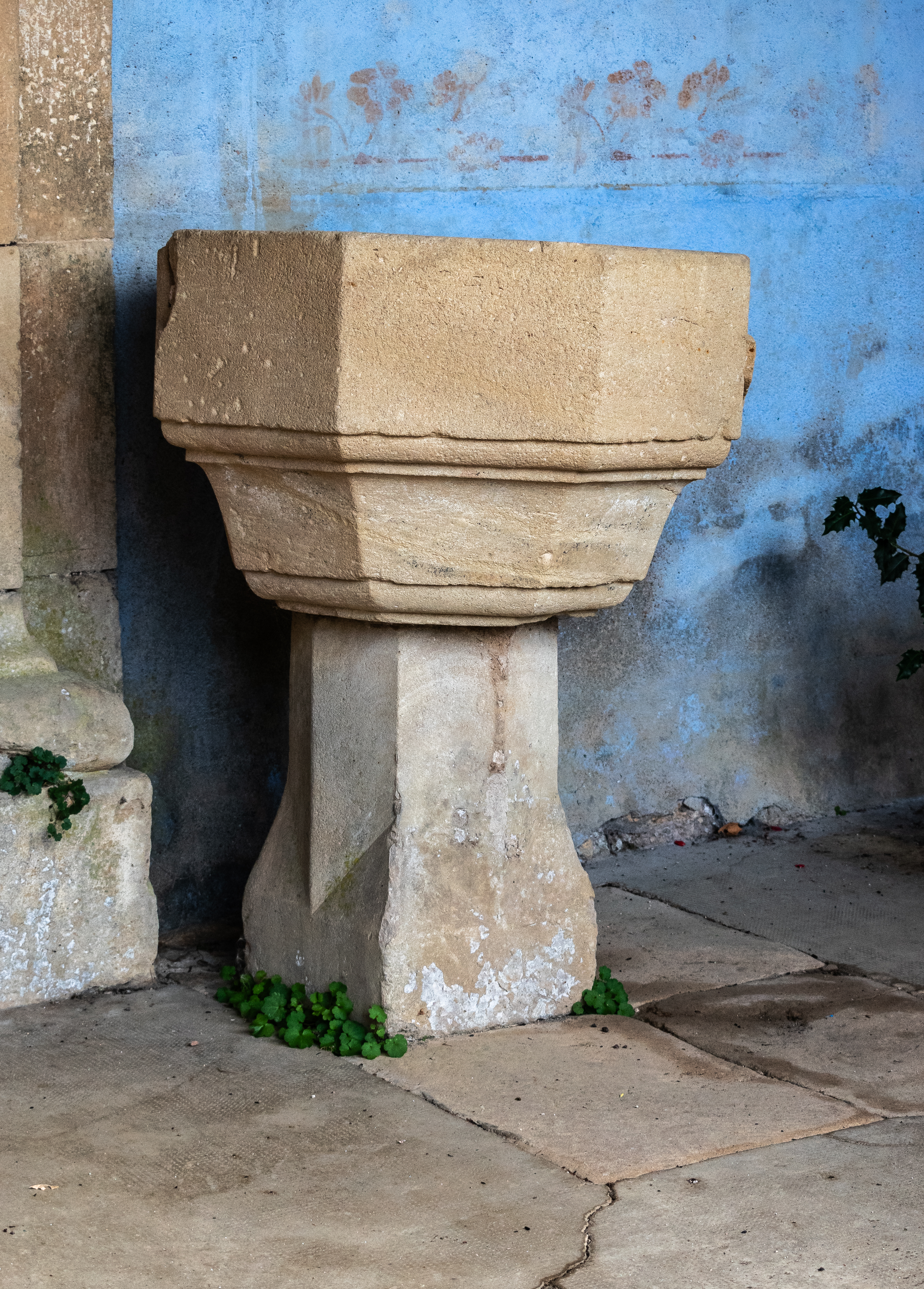
Fonts baptismaux.

- Motte féodale (détruite).
- Château de Ligny cité en 1147.
- Bâtiment de l'ancienne communauté des Jault.
- Moulin Gignault sur la Nièvre de Saint-Bénin.
- Moulin Neuf sur la Nièvre de Saint-Bénin.

## Personnalités liées à la commune
- Adam Billaut (1602-1664), « poète menuisier » né à Saint-Benin-des-Bois (baptisé à Nevers)[34].
- Communauté des Jault, ancienne association de cultivateurs dissoute en 1847, fondée au XVIe siècle, composée de 30 à 40 membres, habitant une grande maison divisée en cellules et travaillant la terre en commun sous l’autorité d’un chef élu, le maître[35].
- Lucien Charrault (1870-1953), ancien curé de Saint-Benin-des-Bois (1900), auteur de plusieurs publications d'histoire locale. Il consacra quelques pages à Saint-Benin et à la communauté des Jault (voir la bibliographie ci-dessous).